# Angaleena Presley
Angaleena Loletta McCoy Presley (Beauty, 1º settembre 1976) è una cantautrice statunitense.
Dal 2011 al 2013 ha fatto parte del supergruppo country femminile Pistol Annies insieme a Miranda Lambert e Ashley Monroe. Nel 2014 ha pubblicato il suo primo album in studio da solista.

## Discografia

### Solista
- 2014 - American Middle Class
- 2017 - Wrangled

### Pistol Annies
- 2011 - Hell on Heels
- 2013 - Annie Up